# Усатых, Светлана Викторовна
Светлана Викторовна Усатых (родилась 4 ноября 1990) — российская регбистка, игравшая на позиции защитника; ныне — тренер женских регби-команд. Чемпионка Универсиады 2013 года и чемпионка Европы 2013 года. Мастер спорта России международного класса.

## Биография
Выступала ранее за краснодарские команды «Южанка» и ЦСП №4, с 2013 по 2015 годы защищала цвета «РГУТИС-Подмосковье».
В составе сборной России по регби-7 играла на чемпионате мира 2013 года (четвертьфинал, 7-е место), на чемпионате Европы 2013 года (победа) и Универсиаде 2013 года (победа). Представляла Кубанский государственный университет физической культуры, спорта и туризма. Участница этапов Мировой серии по регби-7.